# Etheostoma raneyi
Etheostoma raneyi är en fiskart som beskrevs av Royal D. Suttkus och Bart, 1994. Etheostoma raneyi ingår i släktet Etheostoma och familjen abborrfiskar. Inga underarter finns listade i Catalogue of Life.